# Horváth Richárd (pap)
Horváth Richárd Pál (Felsőszászberek, 1906. augusztus 4. – Budapest, 1980. június 6.) római katolikus pap, „békepap”, a Magyar Népköztársaság Elnöki Tanácsa tagja.

## Életpályája
A zirci Szent Bernát Hittudományi Főiskolán, majd a budapesti Eötvös Loránd Tudományegyetemen tanult. 1934-től középiskolai tanárként dolgozott Budapesten. 1933-tól segédlelkész, majd 1951-től plébános volt. 1958-tól ő volt a Budapest V. kerületi Alkantarai Szent Péter ferences templom igazgatója. A Hazafias Népfront Országos Tanácsának 1954-től volt a tagja.
A római katolikus békemozgalom egyik vezetője. 1956-tól a Katolikus Szó című lap főszerkesztője volt. 1958-tól országgyűlési képviselő. 1963-tól az Elnöki Tanácsa tagja. 1980-ig az Ecclesia Szövetkezet elnöke.
Politikai szerepvállalása miatt több évig egyházi kiközösítés alá esett, aminek magyarországi kihirdetését az állami szervek nem engedélyezték.

## Művei
- Laskai Ozsvát, Budapest, 1932. (Ciszterci doktori értekezések 68.)
- Életépítés. Elvek, gondolatok. Budapest, 1934.
- Tízperces szentbeszédek, Budapest, 1937.
- Passzionista Szt Gábor, Budapest, 1938. (Korunk szentjei)
- A lélek vasárnapjai. Rövid sztbeszédek, Budapest, 1939.
- Az örök ember. Elmélkedések, Budapest, 1941.
- A természetjog rendező szerepe, Budapest, 1941.
- Keresztény magyarság, Budapest, 1944.
- Hiszek. Elmélkedések és gondolatok az egyházi év vasárnapjaira, Budapest, 1959.
- A keresztény ember a mában, Budapest, 1963.
- Jelenlétünk a világban, Budapest, 1968.
- Embertől – Istenig. Szolgáló szeretet, Budapest, 1976.
- 1956-80: a Katolikus Szó főszerkesztője